# ‘Alavīcheh
‘Alavījeh (persiska: علویجه, ‘Alavījeh) är en ort i Iran.   Den ligger i provinsen Esfahan, i den centrala delen av landet, 290 km söder om huvudstaden Teheran. ‘Alavījeh ligger 1 870 meter över havet och antalet invånare är 5 692.
Terrängen runt ‘Alavījeh är kuperad åt nordost, men åt sydväst är den platt.Runt ‘Alavījeh är det ganska tätbefolkat, med 90 invånare per kvadratkilometer. Närmaste större samhälle är Dehaq, 12,9 km nordväst om ‘Alavījeh . Trakten runt ‘Alavījeh är ofruktbar med lite eller ingen växtlighet.